# Domprix
Domprix ist eine französische Gemeinde mit 99 Einwohnern (Stand: 1. Januar 2022) im Département Meurthe-et-Moselle in der Region Grand Est (bis 2015 Lothringen). Die Gemeinde gehört zum Arrondissement Val-de-Briey und ist Mitglied im Gemeindeverband Communauté de communes Cœur du Pays-Haut. 

## Lage
Domprix liegt etwa 38 Kilometer westlich von Thionville. Umgeben wird Domprix von den Nachbargemeinden Xivry-Circourt im Norden, Preutin-Higny im Nordosten, Landres im Osten und Südosten, Piennes im Süden, Bouligny im Südwesten, Avillers im Westen sowie Spincourt im Westen und Nordwesten.

## Geschichte
1812 wurden die Ortschaften Domprix und Bertrameix vereinigt.

## Bevölkerungsentwicklung
| Jahr                       | 1962 | 1968 | 1975 | 1982 | 1990 | 1999 | 2006 | 2019 |
| Einwohner                  | 105  | 100  | 105  | 95   | 65   | 59   | 80   | 93   |
| Quellen: Cassini und INSEE |      |      |      |      |      |      |      |      |

## Sehenswürdigkeiten
- Kirche Saint-Jean-Baptiste in Domprix aus dem 12. Jahrhundert
- Kirche Saint-Nicolas in Bertrameix aus dem 12. Jahrhundert

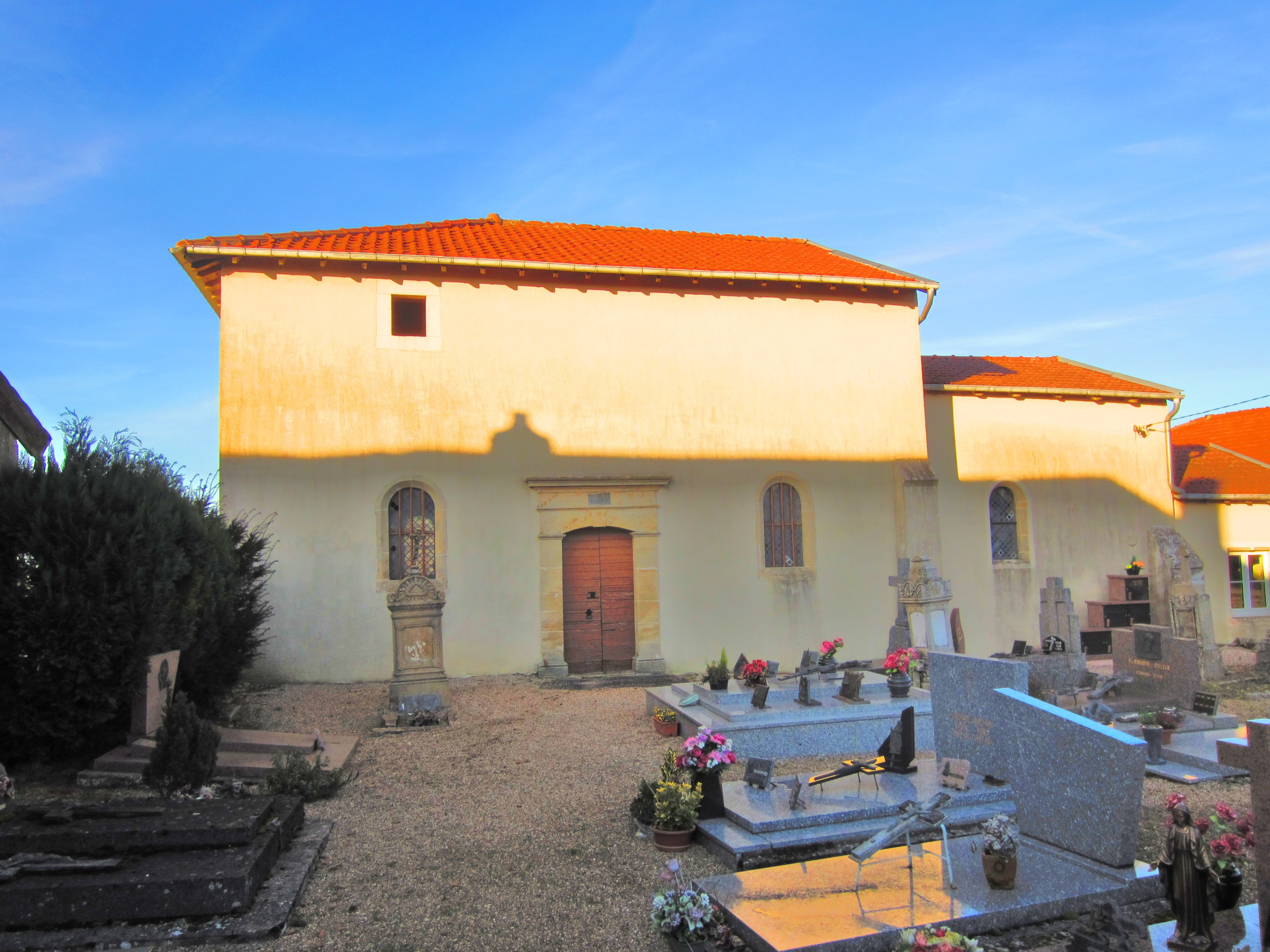
Kirche Saint-Jean-Baptiste
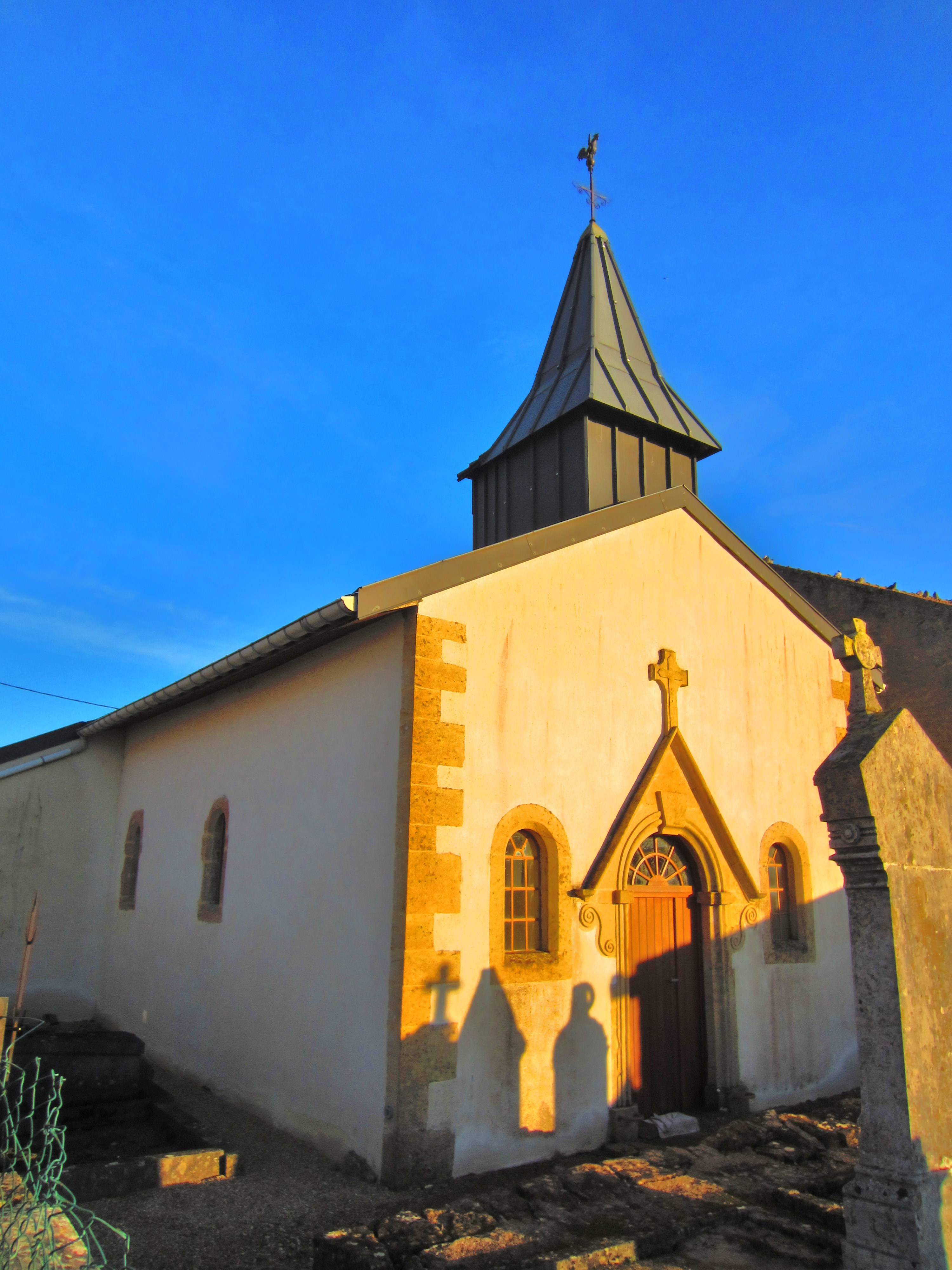
Kirche Saint-Nicolas